# Bridge of Weir
Bridge of Weir (Brig o Weir in lingua gaelica scozzese) è una località della Scozia, situata nell'area di consiglio di Renfrewshire.